# منطقة مركز المؤتمرات (دالاس)
منطقة مركز المؤتمرات (بالإنجليزية: Convention Center District) هي حي يقع في القسم الجنوبي من وسط مدينة دالاس بولاية تكساس، الولايات المتحدة. تحدّها من الشمال منطقة الحكومة، ومن الجنوب حي سيدارس، ومن الشرق سوق المزارعين، ومن الغرب منطقة ريونيون.

## المعالم
تُعرف المنطقة بوجود عدد من المرافق الحيوية:
- مركز كاي بيلي هاتشيسون للمؤتمرات (Kay Bailey Hutchison Convention Center): أحد أكبر مراكز المؤتمرات في الولايات المتحدة بمساحة تتجاوز مليوني قدم مربعة، ويستضيف سنويًا فعاليات دولية ووطنية كبرى.[1]
- مقبرة حديقة الرواد (Pioneer Park Cemetery): تقع بجوار مركز المؤتمرات، وتضم نصبًا تذكاريًا لرواد تكساس ومجموعة من القبور التاريخية.[2]

## النقل

### الطرق السريعة
يمر بالمنطقة الطريقان السريعان I-30 وI-35E، مما يسهل الوصول إليها من مختلف أنحاء دالاس.

### النقل العام
تخدمها محطة DART المعروفة باسم "محطة مركز المؤتمرات"، والتي تتصل بخطوط القطارات الخفيفة الزرقاء والحمراء.

### الطيران المروحي
يوجد في الطرف الجنوبي من الحي "مطار دالاس المركزي للطائرات العمودية" (Dallas CBD Vertiport)، ويُعد أحد أكبر منشآت الهليكوبتر في الولايات المتحدة.

## التعليم
تقع المنطقة ضمن نطاق منطقة مدارس دالاس المستقلة، وتشمل المدارس التالية:
- مدرسة سيتي بارك الابتدائية
- مدرسة بيلي ديد المتوسطة
- مدرسة جيمس ماديسون الثانوية.[5]

## VisitDallas والرقابة المالية
في عام 2019، أظهر تدقيق رسمي أجرته بلدية دالاس وجود قصور في أداء منظمة VisitDallas، والتي كانت مكلفة بجذب الفعاليات إلى مركز المؤتمرات، إذ أشار التقرير إلى ضعف في الرقابة وسوء إدارة الموارد المالية.

## خطة المركز الجديد
في عام 2024، أعلنت بلدية دالاس عن نقل موقع مركز المؤتمرات إلى الجهة الجنوبية الغربية من وسط المدينة، ضمن مشروع تطويري ضخم تبلغ تكلفته 3 مليارات دولار ويشمل توسعة للطريق السريع I-30 وتحسين للبنية التحتية، ومن المقرر أن يكتمل في ثلاثينيات هذا القرن.